# I Got to Find My Baby
'I Got to Find My Baby, originariamente intitolata Gotta Find My Baby, è un brano di Dottor Clayton pubblicato nel gennaio 1942. Il pezzo ha ricevuto molte covers, tra cui una di Chuck Berry; quest'ultimo talvolta è accreditato erroneamente come autore.

## Lecoverdel brano

### Chuck Berry
Chuck Berry pubblicò il pezzo, con il titolo di I Got to Find My Baby, nel gennaio 1960 come lato A di un 45 giri (b-side: Mad Lad), ma non entrò in classifica in nessuno dei due lati dell'Atlantico.

### I Beatles
I Beatles incisero due volte I Got to Find My Baby per la BBC:
- il 1º giugno 1963 al BBC Paris Studio di Londra; inclusa nella seconda edizione dello show radiofonico Pop Go the Beatles di dieci giorni dopo[2]
- il 24 giugno dello stesso anno al Playhouse Theatre di Londra; inclusa il 29 dello stesso mese sul programma Saturday Club[2]

Il pezzo era nei live della band nei primi anni della loro carriera. La versione incisa il 1º giugno compare sul disco Live at the BBC del 1994.

#### Formazione
- John Lennon: voce, armonica a bocca, chitarra ritmica
- Paul McCartney: basso elettrico
- George Harrison: chitarra solista
- Ringo Starr: batteria[2]

### Altre versioni
- B.B. King - luglio 1952
- Geraint Watkins & The Dominators - 1979[1]